# Chil
(Da Il libro della giungla di Rudyard Kipling)
Chil è un personaggio dei racconti de Il libro della giungla e Il secondo libro della giungla di Rudyard Kipling.
Nelle prime edizioni del romanzo era chiamato "Rann".

## Specie
Nella versione originale inglese l'animale è denominato "kite", cioè un nibbio, più precisamente, un nibbio bramino indiano, un rapace della famiglia Accipitridae (di cui fanno parte anche gli avvoltoi).
In numerose traduzioni italiane è però divenuto un avvoltoio (che sarebbe "vulture" in inglese), e tale è rimasto anche nelle Storie di Mowgli versione in capoversi de Il libro della giungla adottato dai gruppi scout dell'Assoraider, dell'AGESCI, del CNGEI e degli Scout d'Europa.

## Storia
Chil viene apostrofato da Bagheera come «il migliore degli avvoltoi», e il suo ruolo è quello di messaggero della giungla.
Appare per la prima volta nel racconto La caccia di Kaa, quando viene chiamato da Mowgli mentre viene rapito dal Bandar-log: il cucciolo d'uomo lo chiama con la sua parola maestra e gli chiede di avvisare Bagheera e Baloo che le scimmie lo stanno portando alle Tane Fredde. Chil porta a termine il suo compito, venendo ringraziato dai destinatari del messaggio.

## Citazioni
- Illo! Illo! (Chil)
- Questo è il messaggio. Buona caccia a tutti voi, laggiù. (Chil)
- Gozzo pieno e sonno profondo a te, Chil. (Bagheera)

### Proverbi e detti della giungla
- Chil non abbandona un bue morto, né un Dhole una traccia di sangue.
- La bocca di Jacala, il gozzo dell'avvoltoio, le mani della scimmia e gli occhi degli uomini non sono mai stati sazi da quando cominciarono le rugiade.

## Figura nello scautismo
Chil, pur apparendo poco nella storia, rappresenta un grande esempio di disponibilità e cortesia. Per queste sue caratteristiche positive i capi dei lupetti all'interno dello scautismo possono prendere il suo nome. Inoltre il suo ruolo di messaggero della giungla fa sì che a volte l'angolo della posta in una sede dei lupetti sia ambientata con il suo personaggio. Nel CNGEI un'immagine di Chil compare nel logo del settore nazionale comunicazione.
La sua parola maestra è:
(Parola maestra di Chil)

## Altri media
- Nel film Mowgli e il libro della giungla (The Jungle Book: Mowgli's Story) del 1998, Chil è doppiato da Kathy Najimy.
- Nel film di animazione della Disney Il libro della giungla (1967) appare un gruppo di quattro avvoltoi, ma viene esplicitato il nome solo di uno di loro, Flaps. Loro caratteristica è quella di essere molto cordiali e disponibili con uno sconfortato Mowgli, in accordo con il personaggio del libro: cantano infatti una canzone che si intitola Siamo tuoi amici per tirarlo su di morale e non esitano ad aiutarlo nella battaglia contro Shere Khan. Questi personaggi appaiono anche nel seguito Il libro della giungla 2 (2003), assieme ad un nuovo avvoltoio chiamato Lucky.
- Nella serie animata Il libro della giungla (Jungle Book Shōnen Mowgli) del 1989, Chil è doppiato da Ikuya Sawaki nella versione originale e da Luca Sandri nella versione italiana.